# Kuba-Föderation

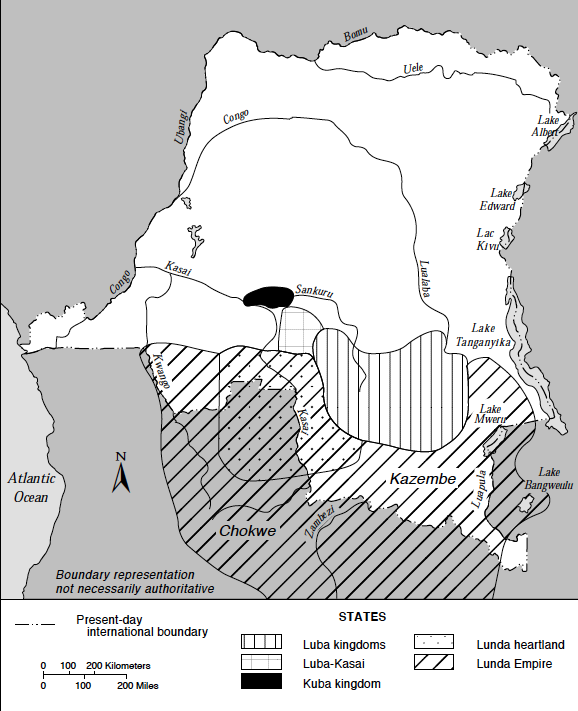
Königreich der Kuba (Schwarz)

Das Königreich der Kuba, genauer die Kuba-Föderation, war ein Verbund von rund 20 Ethnien, sämtlich Bantu-Völker, in Zentralafrika. Ihre größten ethnischen Gruppen waren die Bushoong, die Ngeende, die Kete, die Shoowa und die Pyaang.

## Geographie
Die Hauptstadt der Föderation war Nsheng, im Zentrum ihres Siedlungsgebietes zwischen den Flüssen Kasai, Sankuru und Lulua, in der heutigen Provinz West-Kasai im Süden der Demokratischen Republik Kongo gelegen.
Bis zur zweiten Hälfte des 19. Jahrhunderts erlangte die Föderation, während im Westen des Kongo-Gebietes die Kolonialisierung voranschritt, eine Ausdehnung von etwas über 100.000 km², vergleichbar mit der Größe der DDR, und hatte ca. 150.000 Einwohner.

## Geschichte
Das Königreich Kuba bildete sich als großes Reich am südlichen Rand des äquatorialen Waldgebietes, wo außergewöhnlicher Reichtum an Ressourcen in der Kombination von Wald, Savanne und Gewässern die Entstehung dichter und stabiler Bevölkerungen begünstigte.

### Das Zeitalter der Chiefs
Das Gebiet wurde allmählich von Mongo sprechenden Gruppen besiedelt, die aus dem Gebiet zwischen dem Sankuru und dem Lokenye vordrangen und sich mit den weiter südlich lebenden, zur westlichen Bantu-Sprachgruppe gehörenden Kete vermischten. Aus der Vermischung gingen mehrere kleine Gemeinschaften hervor. Sie lebten in autonomen Dorfgemeinschaften, vielfach gerontokratisch durch einen Ältestenrat, vereinzelt auch von einem alleinigen Oberhaupt geführt, dessen Herrschaftsbereich aber selten ein einzelnes Dorf überschritt.
Nach dem Ende der Immigration, ungefähr um 1500, eventuell aber bereits früher, lässt sich erstmals von den Kuba im eigentlichen Sinne sprechen.
Wie weit die Geschichte dieser Gesellschaft zurückreicht, lässt sich mangels Quellen nicht definitiv sagen, traditionell datieren die Kuba sich zurück bis ungefähr in die Mitte des sechsten Jahrhunderts, ihr mythischer Gründungsvater ist Woot.

### Das Zeitalter der Könige
Das Königreich der Kuba entwickelte sich im ersten Viertel des 17. Jahrhunderts, als Shamba Bolongongo die verschiedenen Häuptlingstümer einte. Die territoriale Expansion wurde von seinen Nachfolgern bis etwa 1700 fortgeführt.
Unter den Prinzen kam es regelmäßig zu Thronfolgerstreitigkeiten. Dennoch blieb das Reich bis zum Ende des 19. Jahrhunderts stabil. Gestützt auf eine vielgestaltige Umwelt und Kultur regierte die Aristokratie der dominierenden zentralen Herrscherfamilie von Shyaam auch weit entfernte Regionen und untergebene Völker und gründete komplexe Institutionen wie eine eigenständige Rechtsprechung. Die Kuba entfalteten einen von Kunstfertigkeit und Raffiniertheit geprägten Lebensstil, der sich unter anderem im Geschick der Weber und Holzschnitzer zeigte, die Gebrauchsgüter für den Alltag herstellten. Redekunst, Disput, Poesie und Konversation wurden in der schriftlosen Gesellschaft zu verfeinerten Künsten entwickelt.
Vermutlich blieb im Reich trotz der Vereinigung eine kulturelle Vielfalt erhalten. Im 18. Jahrhundert wurden hier drei verschiedene Schöpfergottheiten verehrt: Mboom, der von den Mongo sprechenden Einwanderern aus dem Norden verehrt wurde, Ngaan, Gottheit der einheimischen Kete sowie Ncyeem apoong (Nzambi mpunga), der vielleicht aus der Kongo-Region durch den Gründerkönig Shyaam Mitgebracht worden war.
Eine Besonderheit der Bakuba ist, dass hier, im Gegensatz zu fast allen anderen afrikanischen Gesellschaften südlich der Sahara, im Zeitraum zwischen dem 17. und dem 19. Jahrhundert das Familienmodell der Polygynie verschwand und ausschließlich von den Oberhäuptern weiter praktiziert wurde. Das führte zu einem enormen Absinken des Brautpreises und einem wesentlich jüngeren Heiratsalter der Männer als in umliegenden Gesellschaften.
Aufgrund seiner relativ unzugänglichen Lage im Süden des heutigen Kongo, abseits des Kongo-Flusses, blieb Kuba von den Sklavenjagden der Europäer und Araber im 18. und 19. Jahrhundert weitgehend verschont. Auf eine militärische Basis konnte es verzichten.

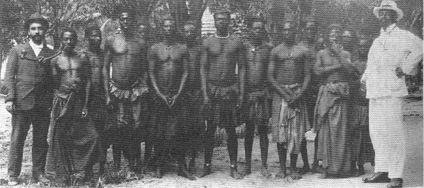
Sheppard bei den Kuba

Seit den 1880er Jahren hatten die Belgier versucht, in das Reich der Kuba Zutritt zu finden, aber ihre Geschenke wurden stets abgelehnt und König Kot aMbweeky aMileng drohte mit der Enthauptung jedes Eindringlings. 1892 jedoch drang der afro-amerikanische presbyterianische Missionar William Henry Sheppard als erster Ausländer in die Hauptstadt vor, wegen seiner schwarzen Hautfarbe blieb er am Leben und er konnte 4 Monate unter den Kuba leben. Zu dieser Zeit umfasste das Kuba-Reich ungefähr ein Gebiet von zwei Dritteln der Größe Belgiens und ca. 150 000 Bewohner.
Gegen Ende des 19. Jahrhunderts wurde das Reich instabil und zerfiel endgültig unter der folgenden leopoldinischen und später belgischen Kolonialherrschaft.

### Gegenwart
Heute sind die Kuba Waldlandpflanzer und leben im Südwesten der Demokratischen Republik Kongo.

## Kunst und Kultur

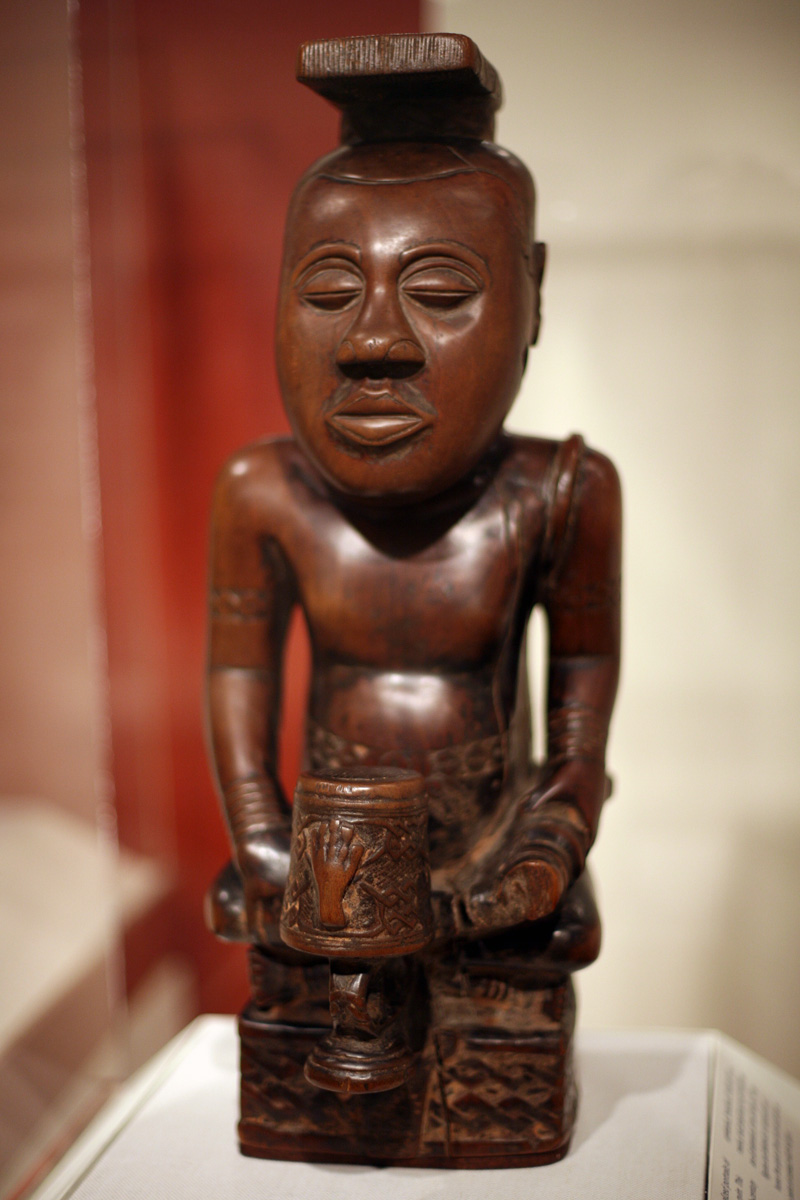
ndop Figur im Brooklyn Museum, die aus dem 18. Jahrhundert stammt.

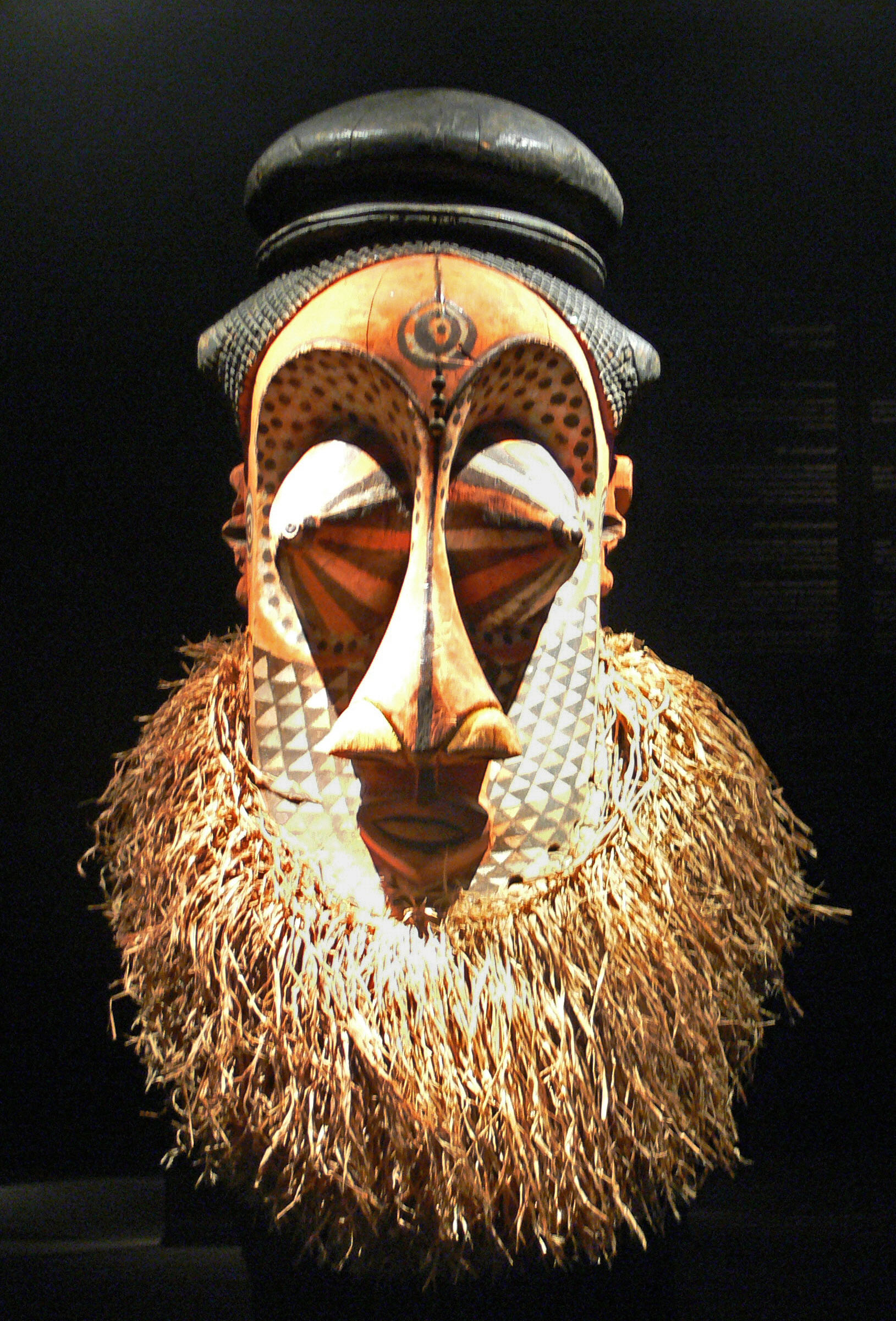
Helmmaske „mulwalwa“ der südlichen Kuba, 19. oder frühes 20. Jahrhundert (Ethnologisches Museum Berlin)

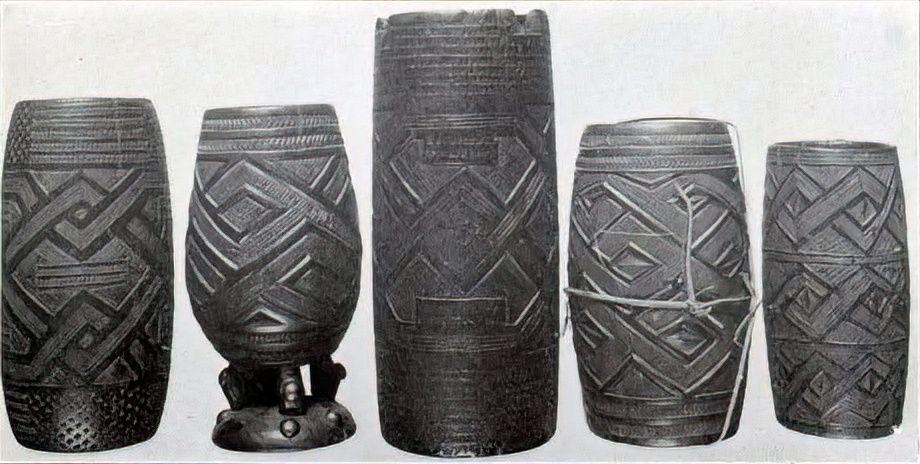
geschnitzte Palmweintrinkbecher

Zu ihrer Kunst, die unter anderem unter dem Einfluss des Kongoreiches stand, gehören Königsabbildungen aus Holz, ndop genannt. Diese Hofkunst ist bis 1600 rückdatierbar. Auffallende Helmmasken, Zeremoniengegenstände, Raffiagewebe und zahlreiche Ahnenfiguren gehören auch dazu.
Die Kuba nutzten verschiedene Waffen, unter anderem das Kriegsschwert Ilwoon, das neuere Kriegsschwert Ngodip, das Königsschwert Mbombaam, das Kurzschwert Ikul und dessen Zeremonialvariante Ikulimbaang. Mit Ausnahme des Königsschwerts Mbombaam fertigten die Kuba Kopien der Waffen in Holz. Diese Holzwaffen wurden aus rituellen Gründen zu bestimmten Zeiten getragen. Ebenso bekannt ist die Statuswaffe Nshaal.
Die Kuba-Völker sind für ihre gemusterten Raffia-Teppiche bekannt. Während Männer Stoffe aus Fasern von Raphiapalmen webten, gehörte die Stickerei zu traditionell weiblichen Gewerben. Im Zuge der kolonialistisch geprägten Plünderung von Kulturgütern wurde das kubanische Kunstgewerbe jedoch nahezu zerstört. In den 1950er Jahren richtete der belgisch-katholische Josephitenorden eine Kunstschule unter der Leitung vom Antonin d'Haenens in Mushenge (Nsheng) ein, um die durch das Sammelinteresse europäischer Institutionen stark beeinträchtigte Kunstproduktion der Kuba zu fördern. Gleichzeitig hatte man aber vor, den europäischen Markt zu bedienen, deswegen wurde von den Schülerinnen verlangt, dass sie in ihren Werken eine symmetrische Gestaltung priorisierten, wobei auf die charakteristische Dynamik der traditionellen Muster verzichtet wurde. Die auf europäischen Export ausgerichteten Textilwerke verloren dadurch für die Völker Kubas ihre kulturelle Relevanz. Obwohl zuerst nur 10 Studierende aufgenommen wurde, erhöhte sich ihre Anzahl schnell und betrug 36 Menschen im Jahr 1957. Der Josephitenmissionar und Künstler Joseph Cyprien lehrte an der Schule in Mushenge, wo neben Kunst auch Arithmetik unterrichtet wurde.
In den 1970er Jahren wurde die Kunstschule Teil des nationalen Instituts des Beaux Arts, das bis heute noch besteht. Zu den gegenwärtigen Künstlerinnen, die das traditionelle Stickerei-Gewerbe aufbewahrt, gehören u. a. Veronique Mbora, Isabel Ishende und Rachel Mbawoto.
Das typische Merkmal der Bakuba-Schnitzkunst besteht in dekorativen Mustern auf der Oberfläche von Gegenständen. Geschnitzte Palmweintrinkbecher und Schachteln waren zwar für den Alltag geeignet, gehörten aber auch zu Statussymbolen, die den Wohlstand ihrer Besitzer repräsentierten. In Schachteln wurden unter anderem Rasiermesser, Perlen und tukula aufbewahrt. Die tukula stellt eine salbenartige Mischung aus rotem Holzpulver und Palmöl dar, die für unterschiedliche Zwecke verwendet wird, z. B. um Leichname vor Bestattungen zu salben oder der Haut aus kosmetischen Gründen eine rötliche Färbung zu verleihen, da die rote Farbe in der Kultur von Bakuba als Schönheitssymbol gilt.

## Liste der Herrscher der Kuba
| Zeit                    | Amtsinhaber                                   | Anmerkungen                  |
| ----------------------- | --------------------------------------------- | ---------------------------- |
| um 550                  | überliefertes Gründungsdatum                  | überliefertes Gründungsdatum |
| Nyim/(Nyimi) (Könige)   |                                               |                              |
| 1600                    | Shyaam Ambul Angoong (Shamba Bolongongo)      | Einigung der Kuba            |
| Bushoong-Dynastie       |                                               |                              |
| 1776 bis 1810           | Kot Ambul, Nyim Kata Mbula                    |                              |
| 1810 bis 1840           | Miko Mimbul, Nyim Mikope Mbula                |                              |
| 1840 bis 1885           | Mbop Amabiinc Mambul, Nyim Bope Mobinji       |                              |
| 1885 bis 1890           | Miko Amabiinc Mambul, Nyim Mikope Mobinji     |                              |
| 1890 bis 1896           | Kot aMbweeky aMileng, Nyim Koto Mboke         |                              |
| 1896 bis 1900           | Misha Aplyeeng, Nyim Mishanga Pelenge         |                              |
| 1900 bis 1900           | Miko Aplyeeng, Nyim Mikope Pelenge            |                              |
| 1900 bis 1900           | Mbop Pelyeeng II, Nyim Bope Pelenge           |                              |
| 1900 bis ????           | Mingashanga Bake, Nyim                        |                              |
| 1900 bis 1900           | Kot Akyeen, Nyim Kwete Kena                   |                              |
| 1900 bis 1901           | Mbop Akyeen, Nyim Bope Kena                   |                              |
| 1901 bis 1902           | Miko Mikyeen, Nyim Mikope Kena                |                              |
| 1902 bis 1916           | Kot Ape, Nyim Kwete Peshanga Kena             |                              |
| 1916 bis 1919           | Mbop Ambiinc Mabweeky, Nyim Bope Mobinji Boke |                              |
| 1919 bis 1939           | Kot Amabiinc Makyeen, Nyim Kwete Mobinji Kena |                              |
| 1939 bis September 1969 | Mbop Amabiinc Makyeen, Nyim Bope Mobinji Kena |                              |
| September 1969 bis ?    | Kot Ambweeky Ashyaang, Nyim Kwete Mboke       |                              |